# Sydjyllands Storkreds
Sydjyllands Storkreds er en valgkreds i Landsdel Sjælland-Syddanmark.
Storkredsen er oprettet i 2007. Den består af de tidligere valgkredse Sønderjyllands Amtskreds og Ribe Amtskreds samt en stor del af den tidligere Vejle Amtskreds.

## Opstillingskredse
I forbindelse med Strukturreformen er inddelingen i opstillingskredse blevet ændret. Storkredsen består af følgende 13 opstillingskredse:
1. Sønderborgkredsen.
2. Aabenraakredsen.
3. Tønderkredsen.
4. Esbjerg Bykredsen.
5. Esbjerg Omegnskredsen.
6. Vardekredsen.
7. Vejenkredsen.
8. Vejle Nordkredsen.
9. Vejle Sydkredsen.
10. Fredericiakredsen.
11. Kolding Nordkredsen.
12. Kolding Syd-kredsen.
13. Haderslevkredsen.

## Valgresultater
| Parti                                       | Stemmer | %    | +/-  | Mandater | +/- | Valgte |
| ------------------------------------------- | ------- | ---- | ---- | -------- | --- | --- |
| Socialdemokratiet                           | 122.001 | 28,4 | +2,3 | 6        | -   | Benny Engelbrecht, Jesper Petersen, Christian Rabjerg Madsen, Anders Kronborg, Birgitte Vind, Kris Jensen Skriver |
| Venstre, Danmarks Liberale Parti            | 70.740  | 16,5 | -9,6 | 3        | -3  | Anni Matthiesen, Christoffer Aagaard Melson, Hans Christian Schmidt                                               |
| Danmarksdemokraterne - Inger Støjberg       | 48.454  | 11,3 | ny   | 3        | ny  | Søren Espersen, Karina Adsbøl, Kenneth Fredslund Petersen                                                         |
| Moderaterne                                 | 40.065  | 9,3  | ny   | 2        | ny  | Henrik Frandsen, Mette Kierkgaard                                                                                 |
| Liberal Alliance                            | 32.580  | 7,6  | +5,5 | 2        | +1  | Henrik Dahl, Helena Artmann Andresen                                                                              |
| Nye Borgerlige                              | 26.779  | 6,2  | +2,1 | 1        | -   | Pernille Vermund                                                                                                  |
| SF - Socialistisk Folkeparti                | 24.870  | 5,8  | +0,6 | 1        | -   | Karina Lorentzen Dehnhardt                                                                                        |
| Det Konservative Folkeparti                 | 20.726  | 4,8  | -0,3 | 1        |     | Niels Flemming Hansen                                                                                             |
| Dansk Folkeparti                            | 12.109  | 2,8  | -9,7 | 1        | -2  | Peter Kofod |
| Enhedslisten - De Rød-Grønne                | 10.316  | 2,4  | -1,7 | 1        | -   | Søren Egge Rasmussen                                                                                              |
| Radikale Venstre                            | 9.972   | 2,3  | -3,6 | 1        | -   | Lotte Rod |
| Alternativet                                | 6.138   | 1,4  | -0,2 | 0        | -   | |
| Kristendemokraterne                         | 3.039   | 0,7  | -1,5 | 0        | -   | |
| Frie Grønne, Danmarks Nye Venstrefløjsparti | 1.784   | 0,4  | ny   | 0        | ny  | |
| Uden for partierne                          | 349     | 0,1  |      | 0        |     | |
| I alt                                       | 429.922 |      |      | 22       | +1  | |

| Parti                            | Stemmer | Pct. | +/-   | Mandater | +/- | Valgte |
| -------------------------------- | ------- | ---- | ----- | -------- | --- | --- |
| Venstre, Danmarks Liberale Parti | 124.007 | 28,5 | +5,0  | 6        | +1  | Ellen Trane Nørby, Hans Christian Schmidt, Eva Kjer Hansen, Anni Matthiesen, Christoffer Aagaard Melson, Ulla Tørnæs |
| Socialdemokratiet                | 113.641 | 26,1 | +2,6  | 6        | +1  | Benny Engelbrecht, Anders Kronborg, Birgitte Vind, Jesper Petersen, Christian Rabjerg Madsen, Troels Ravn            |
| Dansk Folkeparti                 | 54.258  | 12,5 | -15,9 | 3        | -3  | Kristian Thulesen Dahl, Marie Krarup, Karina Adsbøl                                                                  |
| Radikale Venstre                 | 25.551  | 5,9  | +2,8  | 1        | -   | Lotte Rod |
| SF - Socialistisk Folkeparti     | 22.469  | 5,2  | +2,2  | 1        | +1  | Karina Lorentzen Dehnhardt                                                                                           |
| Det Konservative Folkeparti      | 22.049  | 5,1  | +2,9  | 1        | +1  | Niels Flemming Hansen                                                                                                |
| Nye Borgerlige                   | 17.825  | 4,1  | ny    | 1        | ny  | Pernille Vermund |
| Enhedslisten - De Rød-Grønne     | 17.773  | 4,1  | -1,0  | 1        | -   | Henning Hyllested |
| Kristendemokraterne              | 9.496   | 2,2  | +1,1  | 0        | -   | |
| Liberal Alliance                 | 9.310   | 2,1  | -5,4  | 1        | -1  | Henrik Dahl |
| Stram Kurs                       | 7.869   | 1,8  | ny    | 0        | ny  | |
| Alternativet                     | 7.172   | 1,6  | -1,0  | 0        | -   | |
| Klaus Riskær Pedersen            | 3.215   | 0,7  | ny    | 0        | ny  | |
| Udenfor partierne                | 289     | 0,1  | ny    | 0        | ny  | |
| I alt                            | 434.924 |      |       | 21       | +1  | |

| Parti                            | Stemmer | Pct. | +/-   | Mandater | +/- | Valgte                                                                                                   |
| -------------------------------- | ------- | ---- | ----- | -------- | --- | --- |
| Dansk Folkeparti                 | 126.058 | 28,4 | +13,6 | 6        | +2  | Kristian Thulesen Dahl, Peter Kofod, Jan Rytkjær Callesen, Karina Adsbøl, Marie Krarup, Susanne Eilersen |
| Venstre, Danmarks Liberale Parti | 104.483 | 23,5 | -9,6  | 5        | -2  | Carl Holst, Ellen Trane Nørby, Eva Kjer Hansen, Hans Christian Schmidt, Anni Matthiesen                  |
| Socialdemokratiet                | 104.391 | 23,5 | -0,6  | 5        | -   | Bjarne Corydon, Benny Engelbrecht, Karen J. Klint, Jesper Petersen, Christian Rabjerg Madsen             |
| Liberal Alliance                 | 33.277  | 7,5  | +6,6  | 2        | +1  | Mette Bock, Henrik Dahl                                                                                  |
| Enhedslisten - De Rød-Grønne     | 22.614  | 5,1  | +1,3  | 1        | -   | Henning Hyllested                                                                                        |
| Radikale Venstre                 | 13.962  | 3,1  | -3,5  | 1        | -1  | Lotte Rod                                                                                                |
| SF - Socialistisk Folkeparti     | 13.508  | 3,0  | -4,7  | 0        | -2  | |
| Alternativet                     | 11.551  | 2,6  | ny    | 0        | ny  | |
| Det Konservative Folkeparti      | 9.625   | 2,2  | -1,8  | 0        | -1  | |
| Kristendemokraterne              | 4.792   | 1,1  | +0,1  | 0        | -   | |
| I alt                            | 444.261 |      |       | 20       | -3  | |

| Parti                            | Stemmer | Pct. | +/-  | Mandater | +/- | Valgte |
| -------------------------------- | ------- | ---- | ---- | -------- | --- | --- |
| Venstre, Danmarks Liberale Parti | 149.148 | 33,1 | -1,5 | 7        | -1  | Ellen Trane Nørby, Eva Kjer Hansen, Peter Christensen, Hans Chr. Schmidt, Ulla Tørnæs, Hans Christian Thoning, Anni Matthiesen |
| Socialdemokratiet                | 108.936 | 24,1 | +1,2 | 5        | -   | Bjarne Corydon, Benny Engelbrecht, Jacob Bjerregaard, Karen J. Klint, Troels Ravn                                              |
| Dansk Folkeparti                 | 66.666  | 14,8 | -0,9 | 4        | -   | Kristian Thulesen Dahl, Jørn Dohrmann, Karina Adsbøl, Marie Krarup                                                             |
| SF - Socialistisk Folkeparti     | 34.717  | 7,7  | -3,7 | 2        | -1  | Karina Lorentzen, Jesper Petersen                                                                                              |
| Radikale Venstre                 | 29.742  | 6,6  | +3,2 | 2        | +1  | Lotte Rod, Marlene B. Lorentzen                                                                                                |
| Liberal Alliance                 | 21.912  | 4,9  | +3,0 | 1        | -   | Mette Bock |
| Det Konservative Folkeparti      | 17.905  | 4,0  | -4,3 | 1        | -1  | Mike Legarth |
| Enhedslisten - De Rød-Grønne     | 17.266  | 3,8  | +3,0 | 1        | +1  | Henning Hyllested |
| Kristendemokraterne              | 4.714   | 1,0  | +0,0 | 0        | -   | |
| Udenfor partierne                | 154     | 0,0  | ny   | 0        | ny  | |
| I alt                            | 451.161 |      |      | 23       | -1  | |

| Parti                             | Stemmer | Pct. | Mandater | Valgte |
| --------------------------------- | ------- | ---- | -------- | --- |
| Venstre - Danmarks Liberale Parti | 153.688 | 34,6 | 8        | Eva Kjer Hansen, Ellen Trane Nørby, Hans Chr. Schmidt, Preben Rudiengaard, Ulla Tørnæs, Hans Chr. Thoning, Jens Vibjerg, Peter Christensen |
| Socialdemokratiet                 | 101.557 | 22,9 | 5        | Kim Mortensen, Karen Johanne Klint, Benny Engelbrecht, Julie Rademacher, Lise von Seelen                                                   |
| Dansk Folkeparti                  | 69.762  | 15,7 | 4        | Jørn Dohrmann, Søren Krarup, Mogens Camre, Karin Nødgaard                                                                                  |
| SF - Socialistisk Folkeparti      | 50.484  | 11,4 | 3        | Villy Søvndal, Jesper Petersen, Karina Lorentzen                                                                                           |
| Det Konservative Folkeparti       | 37.055  | 8,3  | 2        | Carina Christensen, Mike Legarth |
| Radikale Venstre                  | 15.201  | 3,4  | 1        | Bente Dahl |
| Ny Alliance                       | 8.481   | 1,9  | 1        | Jørgen Poulsen |
| Kristendemokraterne               | 4.325   | 1,0  | 0        | |
| Enhedslisten - De Rød-Grønne      | 3.626   | 0,8  | 0        | |
| I alt                             | 444.179 |      | 24       | |